# Каветка
Каве́тка (рос. Каветка, башк. Каветка) — присілок у складі Чишминського району Башкортостану, Росія. Входить до складу Єремієвської сільської ради.
Населення — 30 осіб (2010; 36 в 2002).
Національний склад:
- росіяни — 42 %
- татари — 30 %